# Dom Pod Baranem w Pszczynie

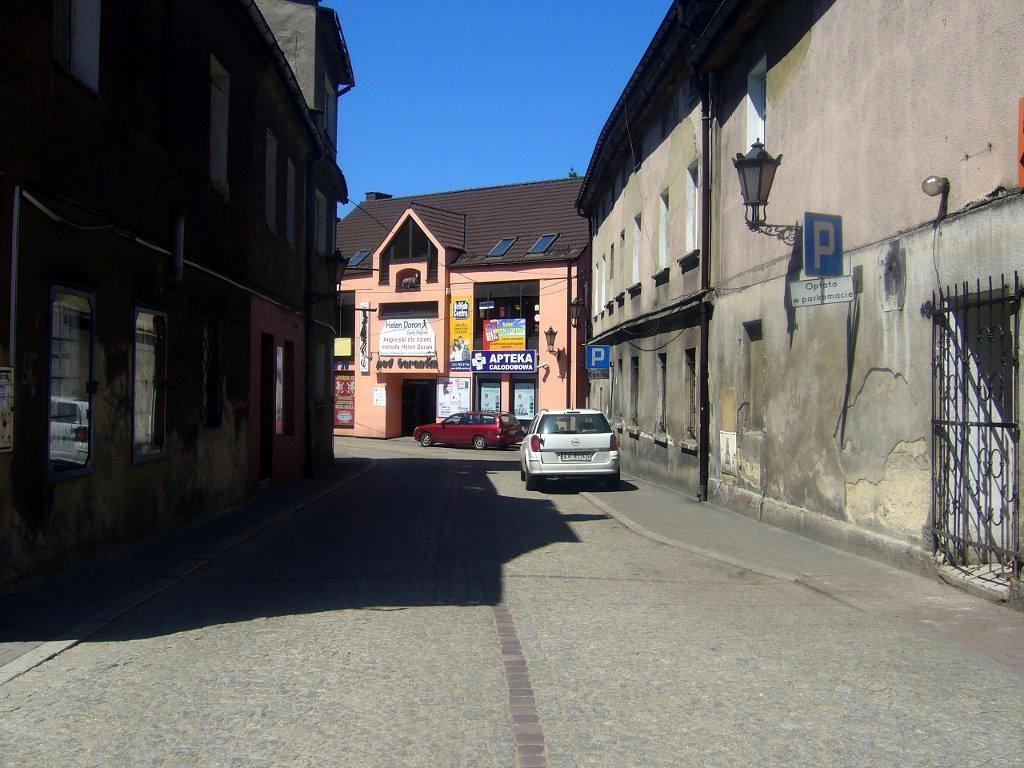
ul. Piwowarska w Pszczynie, w głębi - Dom Pod Baranem, widok współczesny

Dom Pod Baranem – dom przy ul. Piwowarskiej 6 w Pszczynie.

## Historia
Dom powstał w początkach XIX w. Mieścił wówczas gospodę „Pod Baranem”. Budynek był parterowy, z elewacją pięcioosiową, z sienią i facjatką zwieńczoną szczytem z wnęką na osi. Posiadał dach siodłowy, kryty dachówką. We wnęce znajdującej się w facjacie umieszczone było godło – rzeźba leżącego barana, od której budynek wziął nazwę.
W miejscu, w którym znajdował się dawny budynek powstał nowy, który zachował historyczną nazwę „Pod Baranem”. Na elewacji budynku, we wnęce, umieszczono zabytkową rzeźbę barana.